# Tadeusz Kowzan
Tadeusz Kowzan (ur. 9 listopada 1922 w Wilnie, zm. 11 listopada 2010 w Caen) – teatrolog i historyk literatury.
Pochodził z rodziny szlacheckiej herbu Trąby. Syn Ludwika Kowzana i Anieli z Żukowskich. Podczas II wojny światowej był żołnierzem Armii Krajowej. W 1943 roku został wywieziony na roboty przymusowe do Niemiec, skąd w 1944 wrócił do Wilna, wznawiając działalność w Armii Krajowej. Będąc członkiem podziemnej armii, brał udział w walkach o Wilno.
W 1939 na Uniwersytecie Wileńskim podjął studia romanistyczne, skąd został usunięty w 1942 z powodu narodowości polskiej. W 1945 podjął naukę na Katolickim Uniwersytecie Lubelskim. W tym samym roku zapisał się na Uniwersytet Jagielloński w Krakowie, lecz przerwał studia z powodu konieczności podjęcia pracy zawodowej. W latach 1950–1952 kształcił się na Uniwersytecie Warszawskim, gdzie w 1963 obronił pracę doktorską, a w 1969 habilitację. Lata 1964-1968 przepracował w Stacji Naukowej Polskiej Akademii Nauk w Paryżu. W latach 1971–1972 zdobył tytuł docenta teatrologii na Uniwersytecie Mikołaja Kopernika w Toruniu. W 1972 roku wyemigrował na stałe do Francji. Tytuł docenta teatrologii i literatury porównawczej zdobył we Francji na Uniwersytecie Lyońskim w okresie 1972-1975. 1975–1991 był profesorem na uniwersytecie w Caen, gdzie dodatkowo pełnił funkcję dyrektora Departamentu Literatury Francuskiej i Porównawczej. Wykładowca na wielu europejskich i amerykańskich uniwersytetach, członek Polskiego Towarzystwa Semiotycznego, uczestnik kongresów międzynarodowych. W 1971 był laureatem nagrody Polskiej Akademii Nauk.
Autor takich pozycji literackich jak: "Znak i Teatr", "Teresa Raquin", "Wieczory Medańskie", "Teatr krajów Zachodniej Europy XIX i początku XX wieku", "Z dziejów jednego rodu (Kowzanowie herbu Trąby) w powstaniu styczniowym na Ziemi Wileńskiej" i wiele innych.
Żonaty z Haliną Wolman - tłumaczką i dziennikarką. Mają córkę Aniele - psycholog.